# 10293 Прібіна
10293 Прібіна (10293 Pribina) — астероїд головного поясу, відкритий 5 жовтня 1986 року.
Тіссеранів параметр щодо Юпітера — 3,230.